# داویت سالادزورتسی
داویت سالادزورتسی (ارمنی: Դավիթ Սալաձորցի)، شاعر و کشیش اهل ارمنستان که در حدود سده ۱۷ام می‌زیسته‌است.

## زندگی‌نامه
گمان بر این است که وی از اهالی روستای سالادزور در ارزروم بوده‌است و در سده هفدهم میلادی می‌زیسته‌است. اطلاعات اندکی از زندگانی وی باقی مانده‌است. وی یتیم بوده‌است و پس از درگذشت همسر و دخترش به کسوت کشیشی روی آورده‌است.